# UFC 303
UFC 303: Pereira vs. Procházka 2 foi um evento de artes marciais mistas promovido pelo Ultimate Fighting Championship (UFC). O evento ocorreu no dia 29 de junho de 2024, na T-Mobile Arena, localizada em Paradise, Nevada, parte da Área Metropolitana de Las Vegas, Estados Unidos.

## História
Uma luta na categoria de peso meio-médio entre o ex-campeão dos pesos pena e leve do UFC, Conor McGregor, e o ex-tricampeão mundial dos leves do Bellator, além de ex-desafiante ao título dos leves do UFC, Michael Chandler, estava programada para ser a luta principal do evento. Anteriormente, ambos foram treinadores no reality show The Ultimate Fighter: Team McGregor vs. Team Chandler.
Um combate na categoria peso meio-pesado entre o ex-campeão do UFC, Jamahal Hill e Khalil Rountree Jr estava programado para ser a co-luta principal do evento. No entanto, Rountree teve que se retirar após ingerir involuntariamente DHEA. Ele entrou em contato com o vice-presidente sênior do setor de antidoping, Jeff Novitzky, e a vice-presidente do UFC do setor de antidoping, Donna Marcolini, para informá-los sobre a situação. Após a investigação, Rountree foi suspenso por apenas dois meses, já que ficou comprovado que ele havia ingerido um suplemento contaminado. Carlos Ulberg foi anunciado como seu substituto.
Uma luta de peso-palha feminino entre a ex-campeã de peso átomo do Invicta FC, Michelle Waterson-Gomez, e Gillian Robertson foi inicialmente agendada para o UFC 302. No entanto, o combate foi adiado para este evento por razões desconhecidas.
Um combate de peso-mosca entre Cody Durden e Carlos Hernandez estava programado para o evento. No entanto, Durden foi retirado do evento por razões desconhecidas e substituído pelo vencedor da divisão de peso-mosca da segunda temporada do Road to UFC, Rei Tsuruya.
Uma luta na categoria peso-pesado entre o ex-campeão do UFC e campeão do UFQ, Andrei Arlovski, e Martin Buday, estava inicialmente prevista para ocorrer no UFC Fight Night 242. No entanto, por razões desconhecidas, a luta foi transferida para este evento.

## Resultados
1. ↑  Pelo Cinturão Meio-Pesado do UFC.
2. ↑  [a]

## Bônus da noite
Os seguintes lutadores receberam bônus de $50.000.
- Fight of the Night: Andre Fili vs. Cub Swanson
- Performance of the Night: Alex Pereira, Macy Chiasson, Joe Pyfer, and Payton Talbott'